# Colorado Kraken
I Colorado Kraken furono una franchigia pallavolistica maschile statunitense, con sede ad Aurora (Colorado): militavano in NVA.

## Storia
I Colorado Kraken vengono fondati nel 2022, come franchigia di nuova espansione della NVA. Nel 2023 cessano le proprie attività dopo appena un'annata nella lega.